# Combat de Saint-Jean-sur-Vilaine
Chouannerie
Batailles
Le combat de Saint-Jean-sur-Vilaine a lieu en août 1795, pendant la Chouannerie.

## Prélude
Le déroulement de ce combat est rapporté par l'officier chouan Toussaint du Breil de Pontbriand, dans ses mémoires. D'après son récit, Henri du Boishamon, récemment nommé à la tête d'une colonne de la division de Vitré, décide de tendre une embuscade à une colonne républicaine en marche de Châteaubourg à Vitré,. Le combat a lieu entre août et octobre de l'année 1795.

## Forces en présence
D'après Pontbriand, la colonne républicaine est forte de 300 hommes et Boishamon n'a que 150 hommes avec lui lorsqu'il est informé de sa marche,.

## Déroulement
Les chouans dressent leur embuscade en arrière du bourg de Saint-Jean-sur-Vilaine,. Cependant celle-ci est découverte par les éclaireurs républicains et le combat commence plus tôt que prévu,. Les républicains font un feu « très vif et bien nourri », tandis que celui des chouans est « plus faible » en raison de leur manque de cartouches, mais « mieux dirigé »,. La fusillade est indécise pendant quelque temps, cependant Boishamon prend la tête de la compagnie de Saint-Jean-sur-Vilaine et contourne les républicains sur leur aile gauche,. Ces derniers se retrouve dos à la rivière, ce qui provoque leur fuite quand les chouans lancent la charge,. Les fuyards sont poursuivis jusqu'à Saint-Melaine,,.

## Pertes
Selon Pontbriand, les républicains perdent 40 hommes, tandis que les chouans n'ont que deux blessés, dont le capitaine François Huet, dit La Fleur, commandant de la compagnie de Saint-Jean-sur-Vilaine,.